# نیروگاه هسته‌ای فوگن
نیروگاه هسته‌ای فوگن (به لاتین: Fugen Nuclear Power Plant) یک نیروگاه هسته‌ای در ژاپن است که در تسوروگا، فوکوئی واقع شده‌است.